# الحشاشون
طائفة الحشَّاشين أو الحشَّاشون أو الحشيشية أو الدعوة الجديدة كما أسموا أنفسهم هي طائفة إسماعيلية نزارية باطنية، انفصلت عن العبيديين الفاطميين في أواخر القرن الخامس هجري/الحادي عشر ميلادي لتدعو إلى إمامة نزار المصطفى لدين الله ومن جاء مِن نسله، واشتهرت ما بين القرن 5 و7 هجري الموافق 11 و13 ميلادي، وكانت معاقلهم الأساسية في بلاد فارس وفي الشام بعد أن هاجر إليها بعضهم من إيران. أسّس الطائفة الحسن بن الصباح الذي اتخذ من قلعة ألموت في فارس مركزاً لنشر دعوته؛ وترسيخ أركان دولته.

اتخذت دولة الحشاشين من القلاع الحصينة في قمم الجبال معقلاً لنشر الدعوة الإسماعيلية النزارية في إيران والشام. ممَّا أكسبها عداءً شديدًا مع الخلافة العباسية والفاطمية والدول والسلطنات الكبرى التابعة لهما كالسلاجقة والخوارزميين والزنكيين والأيوبيين بالإضافة إلى الصليبيين، إلا أن جميع تلك الدول فشلت في استئصالهم طوال عشرات السنين من الحروب.
كانت الاستراتيجية العسكرية للحشاشين تعتمد على الاغتيالات التي يقوم بها «فدائيون» لا يأبهون بالموت في سبيل تحقيق هدفهم. حيث كان هؤلاء الفدائيون يُلقون الرعب في قلوب الحكّام والأمراء المعادين لهم، وتمكنوا من اغتيال العديد من الشخصيات المهمة جداً في ذلك الوقت؛ مثل الوزير السلجوقي نظام الملك والخليفة العباسي المسترشد والراشد وملك بيت المقدس كونراد.
قضى المغول بقيادة هولاكو على هذه الطائفة في بلاد فارس سنة 1256م حيث قام بمهاجمة الحشاشين واستطاع أن يستولي علي قلعة ألموت وعلى أكثر من 100 قلعة من قلاعهم وإحراق للقلاع والمكاتب الإسماعيلية قبل أن يتجه هولاكو لمهاجمة العباسيين وعاصمتهم بغداد وإحراقها، وسرعان ما تهاوت الطائفة في الشام أيضاً على يد الظاهر بيبرس سنة 1273م.

## التسمية

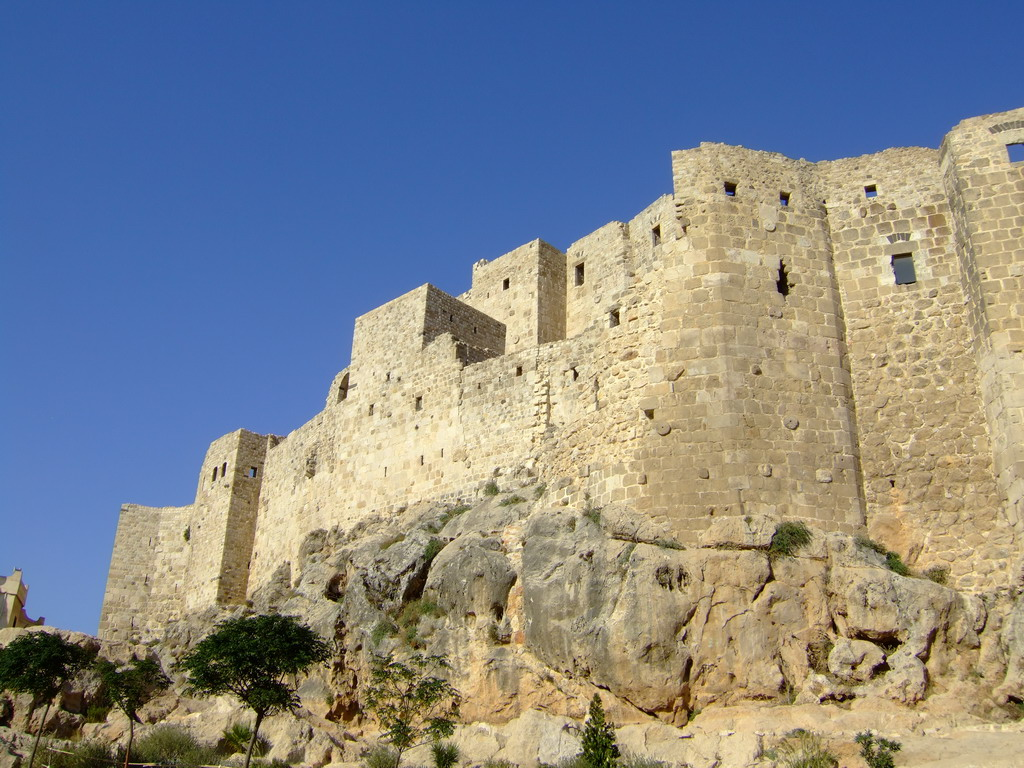
قلعة مصياف في حماة ، سوريا. قاعدة الحشاشين في سوريا.

إن أقدم تطبيق كتابي لمصطلح «حشيشية» على النزاريين نجده في الرسالة التي كتبها الخليفة الفاطمي الآمر بأحكام الله سنة 1123م والمرسلة إلى الإسماعيليين في الشام «(إيقاع الصواعق الإرغام)» وكان الهدف من هذه الرسالة نقض مزاعم نزار المصطفى لدين الله بالإمامة والتأكيد على شرعية الخط المستعلي وقد استُخدم فيها مصطلح الحشيشية مرتين من دون تقديم سبب واضح.

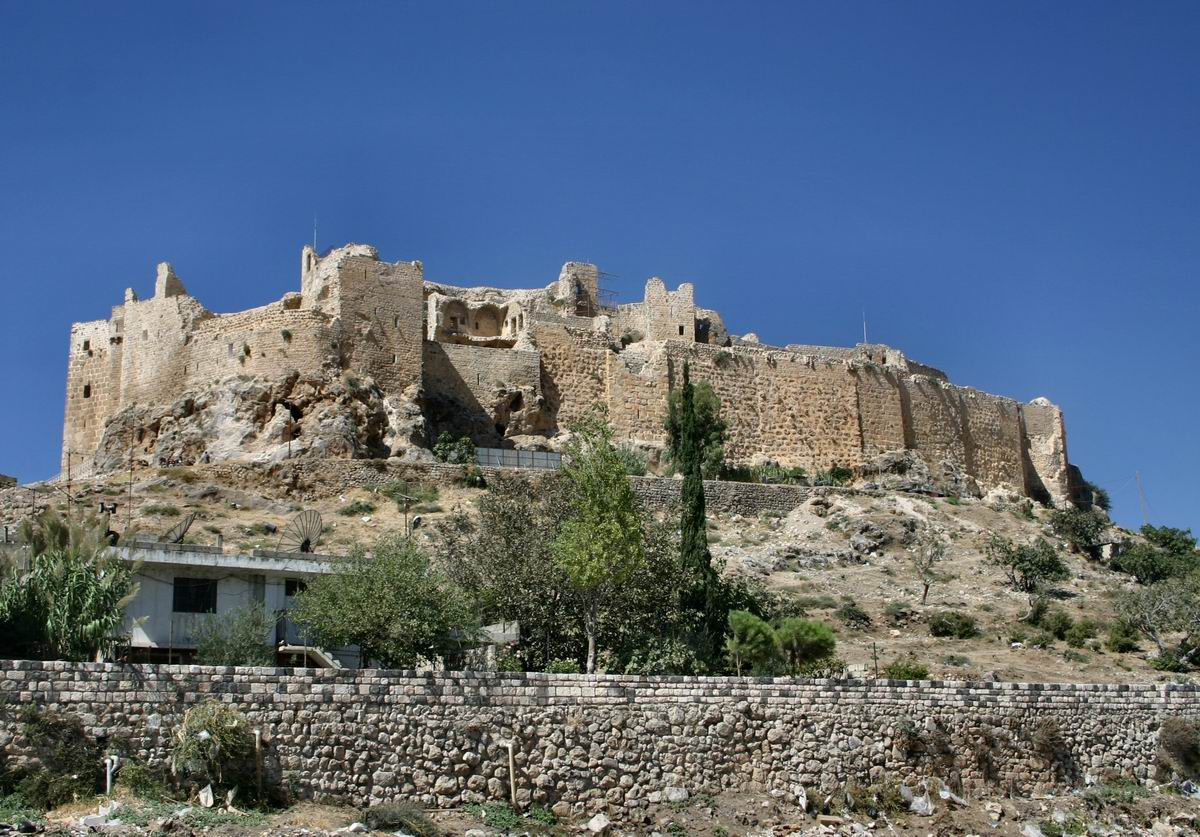
لم ينجح راشد الدين سنان سيد الحشاشين في مصياف، في إبعاد السلطان صلاح الدين عن أراضيه.

وتمّت الإشارة إلى النزاريين مرة أخرى بالحشيشية في أقدم كتاب سلجوقي معروف للأخبار كتبه سنة 1183م عماد الدين الأصفهاني في كتابه «(نصرة النصرة)» من دون تقديم معنىٰ اشتقاقي للكلمة وقد استخدم مصطلحات أخرى للقذف مثل الباطنية والملاحدة.

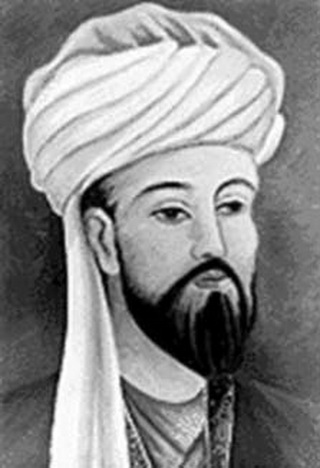
سنان شيخ الجبل أكبر رؤساء الحشاشين في سوريا.

أما المؤرخون الفرس من الفترة الإيلخانية ومنهم الجويني ورشيد الدين اللذان هما المصدران الرئيسان لتاريخ الجماعة النزارية في فارس - فلم يستخدموا مصطلح الحشيشية أبداً، وقد استخدموا مصطلح «الملاحدة» عندما لم تكن الإشارة إليهم كإسماعيليين.
وتبقى الحقيقة أنه لا النصوص الإسماعيلية التي تمت استعادتها حتى الآن؛ ولا أيّاً من النصوص الإسلامية غير الإسماعيلية المعاصرة التي كانت معادية للنزاريين تشهد بالاستعمال الفعلي للحشيش من قبل النزاريين. وحتى المؤرخون الرئيسيون للنزاريين مثل الجويني الذي نسب كل أنواع الدوافع والمعتقدات الخبيثة للإسماعيليين فإنهم لا يشيرون إليهم «بالحشاشين» والمصادر العربية التي تشير إليهم بذلك لا تشرح البتة هذه التسمية من جهة استعمال الحشيش.
وتبقى آراء أُخرى حول الأصل الاشتقاقي للكلمة منها:
- - أساسان (Assasins): أي القتلة أو الاغتياليون. وهذه لفظة كان يطلقها الفرنسيون الصليبيون على الفدائية الإسماعيلية الذين كانوا يفتكون بملوكهم وقادة جيوشهم؛ فخافوهم ولقبوهم «الأساسان».
  - حساسان: نسبة إلى شيخ الجبل «الحسن بن الصباح» الذي أوجد منظمات الفدائية.[12]
  - عساسون: مشتقة من «العسس» الذين يقضون الليالي في قلاعهم وحصونهم لحراستها والدفاع عنها.
  - أساسين: مأخوذة من الكلمة الأصلية (المؤسسين) حيث أنهم أسّسوا قوتهم في قلعة ألموت.

ومع بداية النصف الثاني من القرن الثاني عشر بدأت التحويرات العربية لمصطلح الحشاشين تلتقط محلياً في سورية وتصل إلى مسامع الصليبيين لتكوّن عدداً من المصطلحات"Assassin,Assissini,Heyssessini" والتي صار ينعت فيها الإسماعيلييون النزاريون في سورية الأمر الذي أدّى لظهور اسم جديد دخل إلى اللغات الغربية وهو "Assassin" وأصبح يعني «القاتل»، وقد كانت المخيلة الأوربية خصبة في وصف هؤلاء الحشاشين، وزخرت كتبهم بالكثير من الأساطير حولهم فنجد قصة الرحالة الإيطالي ماركو بولو التي باتت تعرف بـ«أسطورة الفردوس» والذي نقرأ في كتابه في وصف قلعة ألموت ما يلي:
وتجدر الإشارة إلى أن قلعة ألموت قد أُحرِقت سنة 1256م بينما ولد ماركو بولو سنة 1254م فإذا لم يكن قد زارها وعمره سنتين فهو لم يزرها أبداً. كما أن الطبيعة المناخية لقلعة ألموت التي تغطيها الثلوج طيلة 7 أشهر بالسنة يجعلها غير صالحة لزراعة الحدائق الموصوفة في الكتاب. وعلى كل حال فإن مثل هذه القصص المليئة بالمبالغة والخيال نجدها كثيراً عند ماركو بولو.

## التأسيس

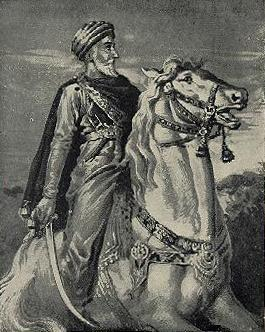
حسن الصباح زعيم فرقة الدعوة الجديدة (الحشاشون)

بعد دراسة عقائد المذهب الإسماعيلي في مصر، غادر حسن الصباح القاهرة نتيجة خلافات سياسية.فوصل أصفهان سنة 1081 م. ليبدأ رحلته في نشر تعاليم العقيدة الإسماعيلية، وركّز جهوده على أقصى الشمال الفارسي، وبالتحديد على الهضبة المعروفة بإقليم الديلم واستطاع أن يكسب الكثير من الأنصار في تلك المنطقة.

ولم يكن حسن الصباح مشغولاً فقط بكسب الأنصار لقضيته؛ وإنما كان مشغولاً أيضاً بإيجاد قاعدة لنشر العقيدة الإسماعيلية في كل البلاد للابتعاد عن خطر السلاجقة حيث فضّل معقلاً نائياً ومنيعاً وملاذاً آمناً للإسماعيليين، فوقع اختياره على قلعة ألموت.
قلعة ألموت هي حصن مقام فوق طنب ضيق على قمة صخرة عالية في قلب جبال البورج، ويسيطر على وادٍ مغلق صالح للزراعة يبلغ طوله ثلاثين ميلاً وأقصى عرضه ثلاثة أميال والقلعة ترتفع أكثر من 6000 قدم فوق سطح الأرض، ولا يمكن الوصول إليها إلا عبر طريق ضيق شديد الانحدار.

تمكّن حسن الصباح من دخول القلعة سرّاً يوم الأربعاء الموافق 4 سبتمبر 1090م بفضل أنصاره المتخفين داخل القلعة وظل متخفياً داخلها لفترة وجيزة قبل أن يسيطر على كامل القلعة وأخرج مالكها القديم بعد أن أعطاه 3000 دينارا ذهبيا ثمناً لها. وبذلك أصبح سيّداً لقلعة الموت، ولم يغادرها طيلة 35 عاماً حتى وفاته.

وكانوا بهذه الفترة يمثّلون امتداداً للدولة الفاطمية في القاهرة قبل حدوث الانشقاق.
| «ألموت.إنه حصن فوق صخرة على ارتفاع ستة آلاف قدم، تحيط به جبال جرداء وبحيرات منسيّة، ولهوب وممرات جبلية غير مُفضِية. وليس في مقدور أكثر الجيوش عديداً الوصول إليه إلا رِجلاً إثر رِجل، ولا أقوى المجانيق ملامسة أسواره. ويبدو حصن ألموت للقاطنين فيه وكأنه جزيرة وسط محيط من الغيوم، وإذا نُظر إليه من تحت فإنه مأوى الجِنْ » |
| —أمين معلوف |

.

## الإستراتيجية العسكرية
في سعي حسن الصباح ورفاقه لنشر المذهب الإسماعيلي في إيران، اعتمد على إستراتيجية عسكرية مختلفة عن تلك السائدة في العصور الوسطى. وتمثلت هذه الإستراتيجية في الاغتيال الانتقائي للشخصيات البارزة في دول الأعداء. بدلا من الخوض في المعارك التقليدية التي تؤدي إلى ايقاع الاف القتلى من الجانبين. ولاجل ذلك أسس حسن الصباح فرقة متكونة من أكثر المخلصين للعقيدة الإسماعيلية وسماها ب«الفدائيين».
وكان الفدائيون مدربين بشكل احترافي على فنون التنكر والفروسية واللسانيات والإستراتيجيات والقتل. وكان أكثر مايميزهم هو استعدادهم للموت في سبيل تحقيق هدفهم. وكان على الفدائيون الاندماج في جيش الخصم أو البلاط الحاكم بحيث يتمكنوا من الوصول لأماكن إستراتيجية تمكنهم من تنفيذ المهمات المنوطة بهم. ويروي المؤرخ كمال الدين قصة مثيرة، فيقول أن زعيم الحشاشين سنان راشد الدين في سورية أرسل مبعوثا إلى صلاح الدين الايوبي وأمره أن يسلم رسالته اليه دون حضور أحد فأمر صلاح الدين بتفتيشه وعندما لم يجدوا معه شيئا خطيرا أمر صلاح الدين بالمجلس فانفض ولم يعد ثمة سوى عدد قليل من الناس، وأمر المبعوث أن ياتي برسالته، ولكن المبعوث قال: «امرني سيدي الا أقدم الرسالة الا في عدم حضور أحد» فامر صلاح الدين باخلاء القاعة تماما إلا من اثنين من المماليك يقفان عند رأسه وقال: «ائت برسالتك»، ولكن المبعوث اجاب: «لقد أمرت بالا أقدم الرسالة في حضور أحد على الإطلاق» فقال صلاح الدين:«هذان المملوكان لايفترقان عني، فاذا أردت فقدم رسالتك والا فارحل» فقال المبعوث:«لماذا لاتصرف هذين الاثنين كما صرفت الاخرين؟» فأجاب صلاح الدين:«انني اعتبرهما في منزلة أبنائي وهم وأنا واحد» عندئذ التفت المبعوث إلى المملوكين وسألهما:«إذا امرتكما باسم سيدي أن تقتلا هذا السلطان فهل تفعلان؟» فردا قائلين 'نعم'، وجردا سيفهما وقالا:«امرنا بما شئت» فدهش السلطان صلاح الدين وغادر المبعوث المكان وأخذ معه المملوكين.
طيلة ثلاث قرون نفذ الفدائيون اغتيالات ضد الأعداء الدينيين والسياسيين للإسماعيلة، وكانت هذه الهجمات تشن غالبا في الأماكن العامة على مراى ومسمع الجميع لاثارة الرعب. ونادرا ما نجا الفدائيون بعد تنفيذ مهامهم، بل انهم لجئوا في بعض الحالات إلى الانتحار لتجنب الوقوع في ايدي الأعداء.
النهج العسكري لدولة الحشاشين كان إلى حدا كبير دفاعيا. فرغم أنتشار الإسماعيليين في المدن إلا أن المعاقل الرئيسية لهم كانت متمثلة في القلاع الحصينة والتي تبنى غالبا فوق قمم الجبال مما يجعلها ملاذا امنا في مواجهة أي غزو محتمل.حيث كان الحشاشون يحرصون على بناء مخازن كبيرة لخزن الماء والطعام داخل القلاع مما يجعلهم قادرين على مواجهة الحصار الطويل. وقد نجحت هذه القلاع في صد أغلب الهجمات الموجهة إليها والصمود لعشرات السنين.

## الانشقاق عن الدولة الفاطمية
أخذت الدولة الفاطمية على عاتقها نشر العقيدة الإسماعيلية في معظم المناطق الإسلامية وقد حققت بذلك نجاحات كبيرة في مصر واليمن والحجاز وبلاد الشام إلا أن نشر الدعوة في بلاد فارس قد شكل تحديا مهما للفاطميين. وذلك لأن إيران كانت بعيدة عن سلطة الدولة الفاطمية ووقوعها تحت الحكم السلجوقي السني الذي كان لا يتواني عن قمع أي حركة إسماعيلية. إلا أن هناك كثير من الدعاة كانوا مستعدين لتحمل تلك المخاطر في سبيل نشر عقيدتهم. وكان من هؤلاء الدعاة حسن الصباح.
ولد حسن الصباح لاسرة شيعية اثنا عشرية واعتنق الإسماعيلية فيما بعد. وانتقل إلى القاهرة سنة 471 هـ\1078م لتعلم عقائد مذهبه الجديد بشكل أكبر.
كانت الدولة الفاطمية في تلك الفترة تعاني الكثير من المتاعب والفوضى الداخلية والخارجية. الأمر الذي أجبر الخليفة والإمام الفاطمي المستنصر بالله على الاستعانة بواليه على عكا بدر الدين الجمالي. وإعطائه الصلاحيات المطلقة. نجح بدر الدين من تخليص الدولة إلا انه استبد بالحكم حتى أصبح هو الحاكم الفعلي للدولة من دون الخليفة.
كان حسن شديد العداء لبدر الدين الجمالي حتى أنه أُبعد عن القاهرة وعاد إلى أصفهان عام 473 هـ\1081م في ظل ظروف غامضة وبأمر من بدر الجمالي.
بلغت سطوة بدر الجمالي أن عهد بالوزارة لابنه الأفضل شاهنشاه الذي كان يشاركه في أعمال الوزارة فلما توفي بدر في جمادى الأولى (487 هـ =1094 م) خلفه ابنه في الوزارة، وأقره الخليفة على منصبه، ثم لم يلبث أن توفي المستنصر بعد ذلك بشهور في (18 من ذي الحجة سنة 487 هـ =29 ديسمبر 1094م) عن عمر يناهز سبعة وستين عامًا، وبعد حكم دام نحو ستين عامًا.
وكان الخليفة المستنصر قد سمى أكبر أولاده نزار المصطفى لدين الله خلفا له في الإمامة والخلافة. إلا أن للوزير الأفضل الذي كان يهدف لتقوية مركزه الدكتاتوري خططا أخرى. فسارع للتحرك عقب وفاة الخليفة المستنصر مباشرة في خطوة وصلت إلى حد الانقلاب في القصر. فقام بتنصيب الاخ الغير شقيق لنزار «أحمد» على راس العرش الفاطمي ولقبه بالمستعلي بالله.
وكان على المستعلي بالله اصغر أبناء المستنصر وابن اخت الوزير الاعتماد الكلي على وزيره القوي. سارع نزار المخلوع إلى الفرار إلى الإسكندرية وأعلن من هناك الثورة. وحققت ثورته نجاحات كبيرة.وتقدمت قواته إلى مشارف القاهرة الا انها ما لبثت أن تعرضت لهزيمة كبيرة وقع على اثرها نزار في ايدي جنود الأفضل ليسجن ويقتل.
وكان الخليفة المستنصر قد أبلغ حسن الصباح أن الإمام من بعده سيكون نزار. لذلك فهو لم يتردد في تأييد قضية نزار وقطع روابطه بنظام الحكم الفاطمي وأعتبر المستعلي بالله غاصبا للخلافة والإمامة واتبعه بذلك جل الإسماعيليين في فارس.وبايع نزار وابنه الهادي من بعده على الإمامة ليُعرفوا فيما بعد بالإسماعيلية النزارية. وبمرور الوقت استطاع «النزاريون» الثأر لنزار وذلك باغتيال الوزير الأفضل سنة 1121م وفي عام 524 هـ\1130م اُغْتيلَّ الخليفة الفاطمي الآمر بأحكام الله في القاهرة من قبل عشرة حشاشين.

### حكم حسن الصباح (1094م-1124م)/(487 هـ-518 هـ)
بمجرد أن سيطر حسن الصباح على قلعة ألموت بدأ بنشر دعاته في جميع أرجاء إيران السنية التي كان سكانها يتذمرون من الحكم السلجوقي للبلاد. فأرسل دعاته إلى كوهستان، وهي منطقة جبلية قاحلة -تقع على الحدود بين إيران وأفغانستان الحاليتين- وقد تحوَّل الأمر في كوهستان إلى ما يشبه الثورة الشعبية أو حركة استقلال من الحكم السلجوقي، فقد هبَّ الإسماعيليون في ثورات صريحة في كثير من أنحاء الإقليم وفرضوا سيطرتهم على عدة مدن رئيسية وهي شوشان وقعين وطبس وتون وأخريات. وسرعان ما انتشرت الدعوة في منطقة رودبار المجاورة لقلعة ألموت وحققت نجاحاً لا يقلّ عن مثيله في كوهستان. وكانت المناطق الجبلية ذات ميزة واضحة للتوسع الإسماعيلي. وهناك مناطق مماثلة تقع في الجنوب الغربي لإيران في المنطقة بين خوزستان وفارس حيث البلاد المنيعة والسكان الساخطون على الحكم السلجوقي والتراث المحلي الموالي للشيعة والإسماعيلية.
وقد أثار هذا الانتشار السريع والانتفاضات على السلطة السلجوقية عظيم القلق عند السلطان السلجوقي ملكشاه ووزيره الأكبر نظام الملك الذي كان شديد العداء للإسماعيليين ولحسن الصباح.
ولم يتأخر السلاجقة في مواجهة هذا التمرد عسكرياً ففي سنة 1092 م قام السلاجقة بتحشيد جيوشهم، وفرضوا الحصار على قلعة ألموت معقل الدعوة الإسماعيلية وهاجموا منطقة كوهستان.
ويذكر المؤرخ الجويني بأن حسن الصباح لم يكن معه في قلعة الموت أكثر من ستين أو سبعين شخصاً في ذلك الوقت، ولكنهم نجحوا في صدّ مُحاصريهم، وفي إحدى ليالي سبتمبر من نفس السنة هاجم سكان رود بار بشكل مفاجئ الجيش السلجوقي؛ مما أدّى إلى انسحاب الجيش وانتهاء الحصار عن ألموت، ثم ارتفع الحصار في كوهستان عندما وصلت أخبار وفاة السلطان السلجوقي في نوفمبر 1092م\485 هـ ولم يحقق السلاجقة أيّاً من أهدافهم.

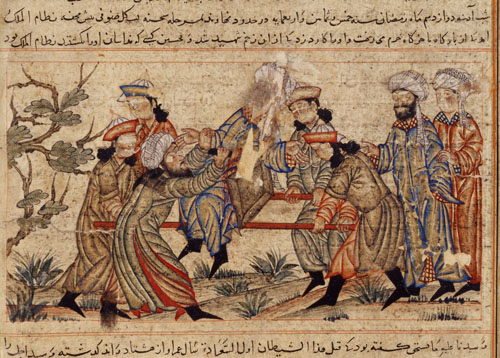
مُنَمِمة مِنَ القرن الرابع عَشر تُصَور اغتيال الحَشاشين لوزير الإمبِراطورية السَلجوقية، «نِظام المُلك». غالبًا ما يُعتَبر اغتيالَهُم الأكثر أهمية.

وفي تلك الأثناء أُحرِز أول نصرٍ كبير لهم. وكانت ضحيتهم الأولى الوزير السلجوقي نظام الملك الذي كان ذا سلطة عالية في البلاط السلجوقي؛ ومن أشد المحرّضين على الهجوم على الإسماعيليين ففي 12 رمضان 485 هـ (16 ديسمبر 1092م) تقدّم أحد الفدائيين الإسماعيليين وهو مُتخفٍ بثياب الصوفيين نحو محفة الوزير الذي كان محمولاً ومتجهاً إلى خيام حريمه، فهاجم الوزير وطعنه فمات الوزير وقُتِل المهاجم.
بعد موت السلطان ملكشاه حدث صراع بين أبناءه على السلطة فقد تولى السلطة بعده السلطان بركيارق والذي كان مشغولاً تماماً بالصراع ضد أخيه غير الشقيق محمد تابار الذي كان يحظى بتأييد أخيه الشقيق سانجار، وكان على استعداد لأن يطلب المساعدة السريّة من الإسماعيليين لمواجهة أعداءه، فقد كان ممثلو بركيارق في خراسان يحصلون على تأييد الإسماعيليين في كوهستان ضد الجناح المنافس، حتى أنهم قاموا بالعديد من الاغتيالات ضد خصوم بركيارق.
وتمكّن الإسماعيليون من السيطرة على قلعة بشرق البورج في عام 1096م حيث حصلوا على مساعدات قيّمة من حاكم دمغان، وهو ضابط يُدعى مظفر كان قد تحول سراً إلى العقيدة الإسماعيلية، إلا أنه كان يتظاهر بالولاء للدولة السلجوقية حتى عُيّن قائداً على قلعة، فقام بترميمها وعندما اكتملت ترتيباته صدع بحقيقة انتمائه باعتباره إسماعيلياً من أتباع حسن الصباح، وظل يحكم القلعة 40 سنة، وكانت قلعة غيردكوه تطلّ على الطريق الرئيسي بين خراسان وغرب إيران مما جعلها ذات قيمة إستراتيجية كبيرة للقوة الإسماعيلية المتصاعدة.
واستطاع الإسماعيليون تدعيم قوتهم في رود بار أكثر فأكثر بالسيطرة على قلعة لامسار بهجوم شنّوه عليها في الفترة من 1096 إلى 1102 وكان يقود الهجوم «كيا بزرجميد» الذي ظل قائداً للقلعة طيلة عشرين عاماً. وكانت القلعة تحتل مكانا ستراتيجياً فوق صخرة مستديرة تطلّ على نهر شاه رود.
استمر الانتشار السريع للدعوة ليصل إلى أصفهان والتي كانت مقر السلطان السلجوقي نفسه، ورغم الصعوبات تمكّنوا من السيطرة على قلعة شاه ديز؛ والتي تقع بالقرب من المدينة. وكان أحمد بن عبد الملك بن عطاش يتولى الدعوة السرية فيها حتى تمكّنوا من السيطرة على قلعة أخرى قريبة من أصفهان تسمّى (حصن خالنكان).
وفي صيف 1100م أوقع بركيارق الهزيمة بمنافسه محمد تابار الذي انسحب إلى خراسان وفي أعقاب النصر أصبح الإسماعيليون أكثر جسارة في نشر دعوتهم، وكسب مزيدٍ من التأييد الشعبي.
لكن بركيارق قرّر وضع حدٍ للقوة الإسماعيلية المتصاعدة في المنطقة. ففي عام 1101م توصل إلى اتفاق مع أخيه سانجار - الذي كان لا يزال يحكم خراسان - على اتخاذ موقف مشترك ضد الإسماعيليين. فأرسل سانجار حملة عسكرية كبيرة إلى معاقل الإسماعيليين في كوهستان وفرضوا الحصار على قلعتهم هناك، وكانوا على وشك الاستيلاء على القلعة لكن الإسماعيليين رشوا الأمير ليرفع الحصار ويذهب لحال سبيله. إلا إن الحملة العسكرية قد عادت - وبشكل أقوى - بعد ثلاث سنوات، وقد نجحت هذه الحملة في تدمير قلاع الإسماعيليين في المنطقة، وسلب ونهب المستوطنات الإسماعيلية وأخذ بعض سكانها كأرقّاء. إلا أن كل هذا لم يكن كافياً في قمع الدعوة الجديدة؛ فقد استطاع الإسماعيليون بعد مدة غير طويلة تقوية أنفسهم في كوهستان مجدداً.

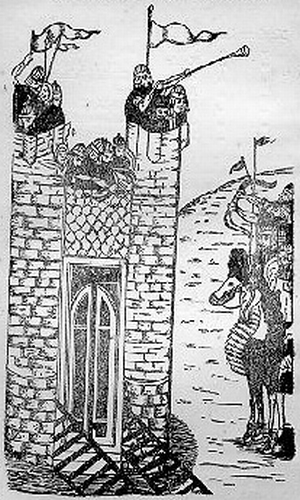
صورة لـقلعة ألموت من مجلة فارسية

ولم يبذل بركيارق جهداً حقيقياً لمهاجمة مراكز الإسماعيليين؛ إلا أنه سمح بإعداد مذبحة للمتعاطفين مع الإسماعيلية في أصفهان. وهكذا أشترك الجند والمواطنون في تصيّد المشبوهين الذين كان يُحاط بهم ويؤخذون إلى الميدان الكبير حيث يقتلون وكان عدد ضحايا هذه المذبحة 800 إسماعيلياً، ومن أصفهان امتدت الإجراءات ضد الإسماعيليين إلى العراق حيث قُتلوا في معسكر ببغداد وأُحرقت كتبهم. وكان أحد الإسماعيليين البارزين -يدعى إبراهيم أسدآبادي- قد أرسله السلطان نفسه في مهمة رسمية إلى بغداد، فأرسل السلطان أوامر بقتله، وعندما جاء سجَّانوه ليقتلوه قال لهم أسد آبادي:«حسناً، إنكم ستقتلونني؛ ولكن هل يمكنكم قتل هؤلاء الذين في القلاع؟!».
كانت سخرية أسدآبادي في محلها، لقد أُصيب الإسماعيليون بنكسة كبيرة بسبب غدر بركيارق بهم، ولكن ظلت قلاعهم منيعة، كما أنهم لم يستسلموا؛ ففي عامي 1101م و1103م تمكنوا من اغتيال مفتي أصفهان ووالي بيهق ورئيس الكرمية؛ وهي جماعة دينية متشددة ضد الإسماعيلية.
بعد وفاة بركيارق في 498 هـ\1105م بذل خليفته محمد تابار جهداً حازماً للقضاء على القوة الإسماعيلية نهائياً؛ فقرر أن يبدأ بقلعة أصفهان؛ لذا قاد جيشه بنفسه ضدهم؛ وألقى عليهم الحصار في 2 أبريل 1107م. لم يمضِ وقت طويل على الحصار حتى اُتُفِقَّ على إخلاء القلعة وتسليمها للسلطان مقابل السماح للإسماعيليين بالمغادرة بسلام. وبالفعل أخلى جزء من الإسماعيليين القلعة وانصرفوا إلى مراكز الإسماعيليين القريبة، إلا أن أحمد بن عطاش -زعيم القلعة- وثمانين آخرين رفضوا الانسحاب وقرروا القتال حتى الموت فهوجمت القلعة، وقُتل جميع مَن فيها وأُسر ابن عطاش الذي عرض في موكب طاف شوارع أصفهان ثم سلخ حياً وأُرسل رأسه إلى بغداد.
ولكن السلطان السلجوقي الجديد لم يكتف بذلك، فقرر قيادة حملة عسكرية لتدمير المراكز الرئيسية للإسماعيليين المتمثّلة في قلاع رودبار وغيردكوه؛ وبخاصة قلعة ألموت العظيمة مقر حسن الصباح. ففي عام 1107م-1108م أرسل السلطان حملة عسكرية إلى رودبار تحت قيادة وزيره أحمد بن نظام الملك والذي كان والده أول ضحايا الإسماعيليين أحرزت هذه الحملة متاعب كثيرة للإسماعيليين، إلا أنها فشلت في تحقيق هدفها الرئيسي في الاستيلاء على قلعة ألموت.
وبعد أن اتضح للسلطان السلجوقي أن الاستيلاء على قلعة ألموت بالهجوم المباشر مستحيل؛ لذا قرر اللجوء إلى حرب استنزاف. فيقول المؤرخ الجويني:«لثماني سنوات متوالية كانت القوات تأتي إلى رودبار وتدمر المحاصيل ويشترك الجانبان بالقتال» حتى أُصيب الإسماعيليون بقحط شديد، فقرر السلطان محمد تابار إرسال قواته بقيادة شيرجير لمحاصرة القلاع حتى تدميرها، وبالفعل تمت محاصرة لامسار في 4 يونيو 1117م\511 هـ وقلعة ألموت في 13 يوليو وأقاموا المنجنيق. وما إن حلَّ شهر أبريل 1118م حتى كانوا قد أوشكوا على الاستيلاء على القلاع إلا أن الأنباء قد وصلت بوفاة السلطان محمد فتفرق الجند ونجا الإسماعيليون من الفناء.
كان انسحاب جيش شريجير وهو على وشك الانتصار سبباً لخيبة أملٍ شديدة عند أعداء الإسماعيليين، كما يبدو أن أنباء وفاة السلطان لم تكن وحدها السبب في هذا الانسحاب المتعجّل. إذ قد يكون للوزير السلجوقي قوام الدين نصير الدرجازيني دور لعبه، ويُقال أنه كان إسماعيلياً في السر. وكان لهذا الوزير التأثير الكبير على السلطان محمود ابن السلطان المتوفي وخليفته ويقول برنارد لويس: «إنهُ هو الذي دبر انسحاب جيش شيرجير من ألموت وبذلك أنقذ الإسماعيليين في آخر لحظة، كما أنه حرّض السلطان الجديد محمود ضد شيرجير فألقى به في السجن وقتله، وقد أُتهم الدرجازيني بعد ذلك بالتآمر في عدة اغتيالات أخرى؛ مما جعل أصابع الشك تتجه إلى أنه لعب دوراً في وفاة السلطان محمد المفاجئة».
تميَّز حكم محمود بالفوضى والتمرد، وبدأت مرحلة جديدة من النزاعات الداخلية بين السلاجقة. وخلال هذه الفترة تغيرت طبيعة العلاقات بين الإسماعيلية والدول السُنيَّة، وأصبحت تميل إلى الهدوء والتسامح، وحصلوا على قدر كبير من الاعتراف السياسي. وظهرت الولايات والإمارات الإسماعيلية على شكل دول مستقلة، وشاركت في التحالفات والمنافسات المحلية.
في مايو 1124م\518 هـ مرِض حسن الصباح فأعدَّ العُدة لمن سيخلفه، فوقع اختياره على رفيقه بزرجميد، فتوفي حسن الصباح في الـ23 من نفس الشهر.

### حكم بزرجميد (1124م-1138م)/(518 هـ-522 هـ)
كان وفاة زعيم الإسماعيليين خبراً مفرحاً لجميع أعدائهم، الذين اعتقدوا أن وفاة حسن الصباح ستشكّل فرصة للهجوم على دولته وتدميرها. ففي عام 1126م -أي بعد مرور سنتين على خلافة بزرجميد- شنّ السلطان سانجار هجوماً على الإسماعيليين. وتجدر الإشارة إلى أن سانجار لم يهاجم الإسماعيليين منذ عام 1103م وربما ذلك لأنه دخل بنوع من الاتفاق معهم. ولكن يبدو أن شعور السلطان بالثقة المتزايدة وظنه بضعف الإسماعيليين تحت حكم حاكمهم الجديد يشكلّان تفسيراً كافياً لقرار الهجوم، وكان الوزير معين الدين كاشي من أكثر المتحمسين لاتخاذ أجراء عنيف ضد الخطر الإسماعيلي.
تمكّن السلاجقة من تحقيق انتصارات غير حاسمة في كلٍ من تارز وتوراى وقتلوا عشرات الآلاف من الإسماعيليين إلا أنها فشلت كثيرًا في رودبار. لم يتأخر الإسماعيليون في الانتقام، حيث تمكن اثنان من الفدائيين من شقّ طريقهم إلى قصر الوزير معين الدين ليقتلاه في 16 مارس 1127م. كما استطاع الإسماعيليون من توسيع قوتهم في رودبار والاستيلاء على طلقان وتمكنوا من الإغارة على سيستان.
وفي عام 1131م\525 هـ توفي الخليفة السلجوقي لينشب النزاع المعتاد بين إخوانه وأبناءه على الحكم. وقد استطاع بعض الأمراء توريط الخليفة العباسي المسترشد في تحالف ضد السلطان مسعود أحد المتنازعين على الحكم في إيران. وفي عام 1139م\529 هـ وقع الخليفة ووزيره في أسر مسعود. وساق مسعود أسيره الكبير إلى مراغة، ولم يكن الإسماعيليون ليضيعوا مثل هذه الفرصة فتمكنوا بنجاح من اقتحام المعسكر واغتيال الخليفة العباسي المسترشد ووزيره.
لينتهي حكم بزرجميد بوفاته في 9 فبراير 1138م.

### حكم محمد بن بزرجميد (1138م-1162م)(522 هـ-557 هـ)
تولى الزعامة بعد وفاة أبيه دون متاعب، وقد عيّنه وريثاً له قبل 3 أيام من وفاته. وكان أول ضحايا الحكم الجديد الخليفة العباسي السابق الراشد ابن الخليفة المسترشد الذي اغتاله الإسماعيليون أيضاً. حيث اُغْتيلَّ في أصفهان في يونيو 1138م.كما اغتال الإسماعيلييون السلطان السلجوقي داود الذي اُغتيل في تبريز عام 1143م.
وكان أكبر عدوين للإسماعيليين في ذلك الوقت هما: حاكم مازندران وحاكم الري من قبل السلاجقة والذي يُدعى «عباس».ويُقال أن الاثنين بنيا بروجاً من جماجم الإسماعيليين، وقد اغتيل عباس سنة 1146م أثناء زيارته لبغداد.
وعلى الرغم من اغتيال الإسماعيليين لحكّام أكبر الدول المعادية لهم (العباسيون والسلاجقة) إلا أن جذوة الثورة بدا وكأنها انطفأت؛ فقد وصل الموقف بين الأمارات الإسماعيلية والسلطنات السنيّة إلى تجمد فعلي وقبول ضمني متبادل بين الفريقين. أما الكفاح العظيم للقضاء على النظام القديم وإنشاء عصر جديد باسم الإمام الإسماعيلي المستور فقد خبا، وتحوّل إلى مجرد مناوشات على الحدود.
وخلال فترة حكم محمد ظهر زعيم جديد داخل القلاع الإسماعيلية استطاع بذكائه وبلاغة كلماته أن يكسب الكثير من الأتباع، وكان هذا هو حسن المعروف بأنه ابن محمد بن بزرجميد زعيم الإسماعيليين.
كان محمد بن بزرجميد قلقاً من حماس ابنه فقد كان محمد محافظاً في عقيدته الإسماعيلية، ومتشدداً في اتّباع المبادئ التي أرساها أبوه وحسن الصباح، واعتبر أن سلوك ابنه لا يتطابق مع هذه المبادئ؛ لذا فإنه استنكره بشدة ودعا الناس قائلاً:«هذا الحسن ابني، وأنا لست الإمام ولكني واحد من دعاته، وكل من يستمع إلى هذه الأقوال ويعتقد بها فهو كافر وملحد». وعلى هذا الأساس عاقب بعض الذين اعتقدوا في إمامة ابنه بكل وسائل الإيذاء والتعذيب. وفي إحدى الحالات أعدم 250 شخصاً في ألموت، ثم ربط جثثهم فوق ظهور 250 آخرين وطردهم من القلعة. وبالتالي أُخمدت هذه الحركة، وتحمل حسن هذه المضايقات واستطاع أن يُبدّد شكوك أبيه، وعند وفاة محمد عام 1162م\557 هـ خلفه دون معارضة.

### حكم الحسن علي (1162م-1166م)(557 هـ-561 هـ)
كان حكم حسن علي - ابن الخمسة وثلاثين ربيعاً - في بداية الأمر خالياً من الأحداث المهمة، لم يُميّزه سوى بعض التخفيف من الإتّباع الحازم للشريعة الذي كان سائداً من قبل في ألموت، ولكنه فجأة بعد عامين ونصف من ولايته وفي منتصف شهر رمضان حدث أمرٌ غريب.
تتفق المصادر على سرد قصة غريبة: ففي اليوم السابع عشر من شهر رمضان عام 559 هـ (8 أغسطس 1164م) أمر حسن بإقامة منبر في فناء ألموت يواجه الغرب ترفرف على أركانه الأربعة رايات، وجاء الناس من مختلف الجهات وبأعداد كبيرة ليتجمعوا حول المنبر وتقول نبذة في وصف ما حدث:
ويقول المؤرخ الإسماعيلي رشيد الدين أنه بعد أن أعلن حسن قيامته؛ وزَّع مكاتيب يقول فيها إنه وإن كان من الناحية الظاهرية يعرف كحفيد لبزرجميد؛ إلا أنه في الحقيقة الخفيّة إمام العصر وابن الإمام السابق من نسل الإمام نزار المقتول في الإسكندرية. ونجد في التراث الإسماعيلي اللاحق إجماع على تأكيد أن حسن ونسله جاءوا من الخط الحقيقي لنزار بالرغم من وجود تفسيرات مختلفة لكيفية حدوث ذلك.
ووفق عقيدة القيامة؛ فان الواجبات التي يفرضها الإسلام قد تحوّلت من الطابع العملي الجسدي إلى الروحي. مثلاً إن الشريعة تقول إن على الناس أن يقيموا خمس صلوات في اليوم كي يكونوا مع الله، لكن في القيامة الروحية ينبغي على الناس أن يكونوا دائما مع الله في قلوبهم ويتجهوا بأرواحههم دوماً له، أي أن تكون الصلاة روحية وليست جسدية.
وقد رفض العديد من الإسماعيليين هذا النظام الجديد، واستخدم حسن ضدهم أشدَّ العقوبات «لتحريرهم». وكان من ضمن الذين رفضوا الانصياع للأوامر الجديدة «صهو حسن» وهو سليل أسرة ديلمية نبيلة.
إلا أن المؤرخ الإسماعيلي مصطفى غالب يروي القصة بطريقة مختلفة: حيث يروي أن حسن علي أعلن عن حقيقته بأنه إمام بعد أن كان مخبوئاً، فتخلّل هذا الإعلان احتفالات كبيرة دامت عشرة أيام سُمّيت فيما بعد بـ «عيد القيامة» ولا يروي أيَّ تغيير في الأمور الشرعية.
وفي يوم الأحد 9 يناير 1166م\561 هـ طُعن حسن بخنجر أثناء تواجده في قلعة لامسار؛ ليفارق الحياة ويدفن في قلعة ألموت.

### حكم أعلى محمد بن الحسن علي (1166م-1210م)(561 هـ-606 هـ)
وخلف حسناً ابنه محمد، وكان شاباً في التاسعة عشر من العمر، واستطاع أن يطوّر نظرية القيامة ويرسخها، ومرَّت فترة حكمه من دون أحداث بارزة؛ ماعدا بعض الاغتيالات للمنافسين، والتوّسع أكثر. وقد صاحب فترة حكمه مزيدٌ من الانهيار للدولة السلجوقية المنافسة.
وتوفي في الأول من سبتمبر 1210م. ليخلفه ابنه جلال الدين.

### حكم جلال الدين حسن بن أعلى محمد (1210م-1221م)(606 هـ-618 هـ)
أظهر جلال الدين في حياة أبيه عدم رضاه على نظريات وممارسات «القيامة»، كما أبدى رغبةً في قبول الأُخوّة الإسلامية بمعناها الواسع، فأعلن - فور وصوله للحكم - عن نبذ نظرية القيامة؛ والعودة إلى المعتقدات الإسلامية السابقة. وأعلن فرض الشريعة مجدداً، وأرسل المبعوثين إلى الخليفة في بغداد ومحمد خوارزمشاه والملوك والأمراء؛ يبلغهم هذه التغييرات؛ الأمر الذي نال استحسان جميع الأمراء؛ وخاصة في بغداد.
ونالت هذه التغيرات الطاعة السريعة عند جميع أتباعه في كوهستان وسوريا ورودبار، وغادر ألموت كما لم يفعل أحد من سابقيه؛ حيث أقام عام ونصف بالخارج دون أن يتعرض للأذى.
وفي نوفمبر 1221م - وبعد حكم دام عشر سنوات - مات جلال الدين حسن ليخلفه ابنه الوحيد علاء الدين محمود.

### حكم علاء الدين محمود (1221م-1255م)(618 هـ-653 هـ)
تولى الحكم وكان صبياً في التاسعة، وظل وزير أبيه جلال الدين هو الحاكم الفعلي لألموت مدة من الزمن. ويبدو أنه حافظ على سياسة جلال الدين إلى حدٍ مّا.
خلال السنوات الأولى من حكم علاء الدين كان الوضع في إيران مناسباً لمزيد من التوّسع الإسماعيلي، فالإمبراطورية الخوارزمية كانت قد تحطمت لتوّها تحت ضغط الغزو المغولي، فتمكنوا من السيطرة على مدينة دمغان. وقد أرسل في عهده المبعوثين لنشر الدعوة الإسماعيلية النزارية في الهند، والتي ستصبح - فيما بعد - المركز الرئيسي لفرقتهم.
وقد شهِد عهده الكثير من الاغتيالات الجريئة ضد أعداء الإسماعيليين. توفي سنة 1255م\653 هـ ليخلفه ابنه ركن الدين.

### حكم ركن الدين خورشاه والنهاية (1255م-1256م)(653 هـ-654 هـ)

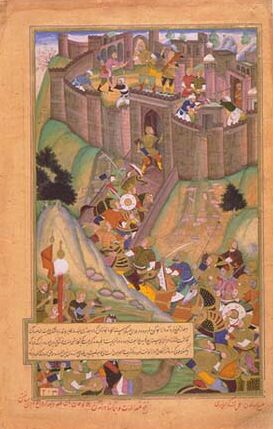
المغول يحاصرون قلعة ألموت ويدخلونها. شكل سقوط ألموت بيد المغول نهاية الحشاشين والقضاء على دويلاتهم تماما.

خلال السنوات الأخيرة من حكم علاء الدين اقترب الإسماعيليون أكثر فأكثر من المواجهة النهائية مع أخطر الأعداء وأكثرهم إرهاباً ورعباً؛ وهم المغول. ففي عام 1218م وصلت جيوش المغول بقيادة جنكيز خان إلى حدود الدولة الخوارزمية وفي عام 1220 م استولى على المدن الإسلامية القديمة في سمرقند وبخارى، وعندما مات في عام 1227م حدثت هدنة صغيرة لم تلبث أن انتهت ليشنّ خليفته هجوماً على الدولة الخوارزمية ويسحقها، وذلك في عام 1230م. وما إن حلَّ عام 1240م حتى تمكّن المغول من إخضاع غرب إيران بأكمله.
وجاء الهجوم الأخير في منتصف القرن الثالث عشر، فقد أرسل الخان الأكبر - الذي كان يحكم حينئذٍ من بكين- حملة جديدة هي الأشرس بقيادة هولاكو مزودة بأوامر لإخضاع كل دول المسلمين؛ حتى البعيدة منها مثل مصر، وعندما قاد هولاكو حملته عام 1256م\654 هـ كانت القلاع الإسماعيلية أول أهدافه.
شنّت الجيوش المغولية هجمات على قواعد الإسماعيلية في رودبار وكوهستان، ولكن نجح الإسماعيليون في صدّ تلك الجيوش، وأفشلوا الهجوم ضد قلعة غيردكوه فشلاً ذريعاً.
لكن ركن الدين (زعيم الإسماعيليين) كان يؤمن بعدم جدوى المقاومة أمام الغزو المغولي؛ فحاول إقامة السلام معهم لإنقاذ دولته. فأرسل مبعوثاً إلى قائد المغول في همدان يعرض عليه الاستسلام والخضوع للدولة المغولية، لكن القائد المغولي اقترح أن يقدم ركن الدين خضوعه لهولاكو شخصياً، فأرسل أخاه شاهنشاه كحلٍ وسط.
وفي نفس الوقت حاول المغول التقدم في رودبار؛ إلا أن الإسماعيليين تمكّنوا من صدّهم، غير أن هذه المقاومة الإسماعيلية لم تفلح في منع المغول من السيطرة على عدة مراكز إسماعيلية في كوهستان، حيث نجح المغول في اقتحام قلعتي «تون وخوان» وأعدموا كل من يزيد عمره على عشر سنوات.
رفض هولاكو سفارة شاهنشاه وطلب مقابلة ركن الدين شخصياً لتقديم الاستسلام مقابل أن يضمن هولاكو سلامة الإسماعيليين. فقرّر ركن الدين تسليم نفسه، وأمر جميع أتباعه بالنزول من القلاع. وبالفعل أُخليت قلعة ألموت في ديسمبر 1256م\ذي القعدة 654 هـ.
وعلى كل حال ففي عام 1256 م سارع البرابرة من المغول إلى تسلّق جدران قلعة ألموت التي بقيت صامدة بوجه أقوى الغزوات، وأبدى هولاكو إعجابه بمعجزة البناء العسكري للقلعة. ثم أمر جنوده بهدمها، ولم يستثنِ المكتبة، لكنه سَمح لمؤرخ في الثلاثين من عمره يُعرف بالجويني بدخول المكتبة. فتمكّن من دخول هذا المكان العجيب الذي يحتوي على آلاف الكتب والمخطوطات النفيسة، ولم يكن الجويني يملك إلا عربة واحدة تُدفع باليد. فقرر الجويني أن من أول واجباته إنقاذ كلام الله؛ فأخذ يجمع - على عجلٍ - نسخ القرآن؛ حتى أمضى الوقت في نقلها. فأُضرمت المكتبة والتهمتها النيران على مدى سبعة أيام بلياليها؛ ولتضيع مصنفات لا يُحصى عددها؛ فلم يبقَ منها حتى نسخة واحدة!.
وما إن اعتقل المغول ركن الدين أخذوه إلى قراقورم ليقابل الإمبراطور المغولي مونكو خان. وفي أثناء الطريق اضطروه ليأمر ضباطه في كوهستان بتسليم قلعتهم إلى المغول، ففعلوا بعد أن أمَّنهم هولاكو على حياتهم، وبمجرد تحرّك ركّاب ركن الدين باتجاه قراقورم قتلوا الآلاف من سكان القلعة، ولم يلبثوا حتى قتلوا ركن الدين وأسرته؛ ولم يستطع الفرار من القتل إلا ابنه «شمس الدين محمد».
ثم قام المغول بجمع أعداد كبيرة من الإسماعيليين بحجة إحصاء عددهم، فقُتلوا جميعاً. واستمروا بإقامة المذابح الرهيبة في كل مكان وجدوا فيه الإسماعيليين؛ فضلاً عن هدم قلعة ألموت؛ لتنتهي بذلك دولة الإسماعيليين في فارس، ولم ينجُ من الإسماعيليين إلا من اعتصم بجبال فارس.
ثم قامت الحصون الأخرى، ففتحوا أبواب قلاعهم، واشتبكوا مع التتر في معارك قويّة طاحنة، قتل فيها إثنا عشر ألف إسماعيلي، وثلاثون ألف تتري ولم يتمكّن المغول من السيطرة على قلعة غيردكوه إلا عام 658 هـ.
سقطت قلعة ألموت في ديسمبر 1256 ، وفي نفس العام، أمر مونكو خان، خاقان الإمبراطورية المغولية، بذبح جميع الإسماعيليين النزاريين في بلاد فارس. ركن الدين خورشاه نفسه، الذي سافر إلى منغوليا للقاء مونكو خان، قُتل على يد حارسه المغولي الشخصي هناك. سقطت قلعة غيردكوه أخيرًا في عام 1270، لتصبح آخر معقل نزاري تابع لطائفة الحشاشون يتم احتلاله في بلاد فارس.
وعلى الرغم من أن مذبحة المغول في ألموت فُسرت على نطاق واسع على أنها نهاية النفوذ الإسماعيلي في المنطقة، الا أن النفوذ السياسي للإسماعيليين استمر, في عام 1275، تمكن أحد أبناء ركن الدين من استعادة ألموت، ولو لبضع سنوات فقط. تمكن الإمام النزاري، المعروف في المصادر باسم خداوند محمد، من استعادة الحصن مرة أخرى في القرن الرابع عشر. ووفقاً لمرعشي، فإن أحفاد الإمام سيبقون في ألموت حتى أواخر القرن الخامس عشر. ويبدو أيضاً أن النشاط السياسي الإسماعيلي في المنطقة قد استمر تحت قيادة السلطان محمد بن. جهانجير وابنه حتى إعدام الأخير عام 1006هـ/1597م.

## في بلاد الشام

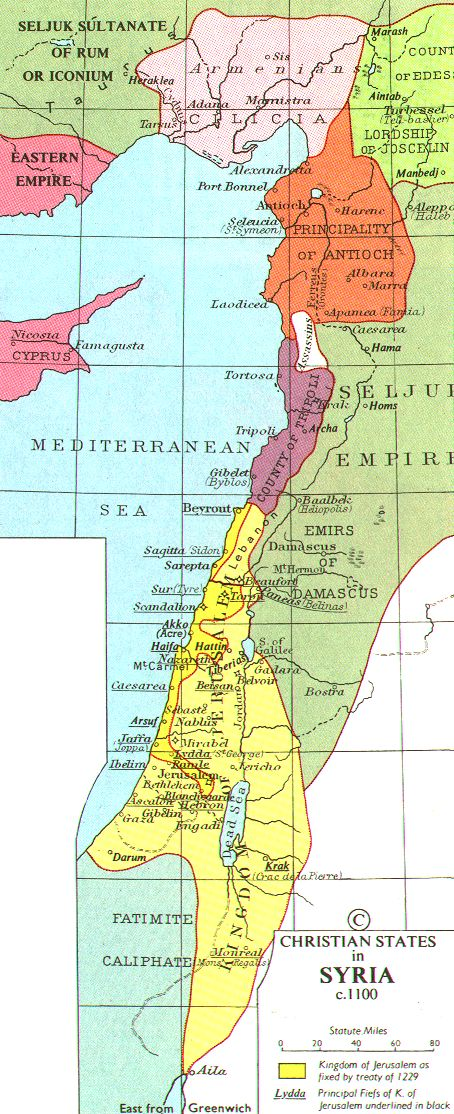
دولة الحشاشين باللون الأبيض بين إمارة أنطاكية وكونتية طرابلس الصليبيتين

فيما كان حسن الصباح ما زال يحكم قلعة ألموت، قامت مجموعة صغيرة من أتباعه برحلة طويلة خطرة عبر أراضي العدو نحو الغرب. وكانت سورية هي وجهتهم، وكان هدفهم نشر «الدعوة الجديدة» إلى تلك المنطقة. وقد مر كفاحهم لتدعيم أنفسهم هناك بثلاث مراحل.

### المرحلة الأولى 496-506 هـ / 1103-1113 م
تمكن الإسماعيليون الجدد أن يجعلوا حلب مركزاً لهم في نشر دعوتهم وذلك برضا الحاكم السلجوقي لحلب رضوان حيث سمح لأسعد أبو القنج الباطني المعروف بالحكيم المنجم وتابعه أبو طاهر الصائغ العجمي بممارسة شعائرهم والدعوة لمذهبهم. وكان رضوان بحاجة إلى حليف قوي في الداخل لمواجهة مؤامرات خصومه، حيث وجد ضالته فيهما فأطلق لهما حرية العمل وسمح لهما ببناء دار للدعوة في حلب. وكانت لحلب مزايا كثيرة تجذب الحشاشين فالمدينة يسكنها عدد كبير من الشيعة الاثنا عشرية وهي مجاورة لمناطق الشيعة الأخرى في جبل سماق وجبل البهرة. وقد كان قاضي حلب فضل الله الزوزني العجمي الحنفي أول ضحاياهم حيث كان يهاجم معتقداتهم. ثم نفذ الحشاشون أول عمليات اغتيال مثيرة في أول مايو 1103 م \ 496 هـ عندما اغتال اثنان من الحشاشين متنكرين بثياب متصوفين جناح الدولة حسين أمير حمص أثناء صلاة الجمعة وكان شديد العداء لرضوان.
وبعد مقتل جناح الدولة تولى زعامة الحشاشين أبو طاهر الصائغ. والذي كان متحمسا لمزيد من الانتشار الإسماعيلي في الشام. ففي سنة 499 هـ / 1105 م شن الإسماعيليون أول هجوم لهم على حصن أفاميا حيث تمكنوا من الاستيلاء عليها وقتل أميرها خلف بن ملاعب في 3 فبراير 1106 م. وسرعان ما وصل أبو طاهر الصائغ لتولي القيادة بنفسه. وضلت أفاميا بأيديهم حتى قام الأمير تانكرد حاكم إمارة أنطاكية الصليبية بمحاصرة المدينة وأرغمها على الاستسلام في 13 محرم 500 هـ / 15 سبتمبر 1106 م. فقتلوا أبو القنج السرميني واطلقوا سراح أبو طاهر وبعض زملائه بعد فترة. ليعودا إلى حلب مرة أخرى.
وفي عام 1113 م أحرز الإسماعيلييون أكثر ضرباتهم طموحا حتى ذاك الحين باغتيال الأمير مودود في دمشق وهو الحاكم السلجوقي للموصل، إلا أن سطوتهم لم تدم طويلا، فقد توفي أكثر المدافعين عن الحشاشين رضوان بن تتش يوم 29 جمادى الآخر 507 هـ / 10 ديسمبر 1113 م ليتولى ابنه ألب أرسلان الحكم.
اتبع ألب أرسلان سياسة أبيه بالنسبة للتعامل مع الحشاشين في حلب، ولكن لم يلبث أن حدث رد فعل، فقد وصل إليه خطاب من السلطان السلجوقي محمد بن ملكشاه يحذره من الخطر الإسماعيلي ويدعوه إلى تدميرهم وقام ابن البديع قائد الشرطة للمدينة بالتقاط المبادرة وحرض الحاكم على النيل من الإسماعيليين. وبالفعل شن الحاكم هجومًا لم يتوقعه الإسماعيليين في المدينة فاعتقل أبو طاهر وزعماء الطائفة وقُتلوا جميعا وتمكن آخرون من الفرار. لتنتهي بهذه النكسة أول مراحل التوسع الإسماعيلي في بلاد الشام.

### المرحلة الثانية (1113م-1130م)/(506 هـ-524 هـ)
بالرغم من النكسة في حلب إلا أن الإسماعيليين الجدد لم يتراجعوا عن طموحهم في نشر دعوتهم. ففي عام 1114م استولت قوة مكونة من مائة إسماعيلي على معقل شيزار بعد هجوم مفاجئ بينما كان الحاكم وجنوده في مكان بعيد يشاهدون احتفالات المسيحيين بعيد الفصح. وقد تعرض الحشاشون فور ذلك لهجوم مضاد أوقع بهم الهزيمة.
وحتى في حلب استطاع الإسماعيلييون بالرغم من كارثة 1113م أن يحفظوا لأنفسهم بموضع قدم. ففي عام 1119م طُرد عدوهم ابن البديع من المدينة وهرب إلى ماردين وكان الحشاشون في انتظاره وهو يعبر الفرات فقتلوه.
تمكن خليفة أبو طاهر المعدوم في حلب «بهرام» من نقل النشاط الإسماعيلي جنوبا وسرعان ما بدأ يلعب دورا نشطا في شؤون دمشق. ففي عام 1126م/520 هـ حدث أول تعاون بين الحشاشين والحاكم التركي لدمشق ظاهر الدين طغتكين حيث اشتركوا سويا في هجوم فاشل شن ضد حصون الصليبيين.
وقام الحاكم الدمشقي بعد ذلك بمنح الإسماعيليين قلعة بانياس على الحدود مع المملكة الصليبية. كما حصلوا في دمشق على بناية اسموها «بيت الدعوة» واتخذوها مقرا لهم. وفي بانياس أعاد بهرام بناء القلعة وبدا حملة من التوسع في المناطق المجاورة. وكان وادي التيم في إقليم الحصيبة يسكنها خليط من الدروز والنصارى وكان يبدو ملائما للتوسع الإسماعيلي. لكن أثناء محاولة الإسماعيليين السيطرة على المنطقة نشب قتال حاد مع سكانها أدى إلى مقتل الزعيم بهرام وانسحاب الإسماعيليين.
ليتولى الزعامة بعده «إسماعيل» وقد سار على سياسة سلفه، واستمر الدعم الدمشقي له وخاصة من الوزير المزرجاني. ولكن سرعان ماجاءت النهاية ففي عام 1128م\522 هـ توفي طغتكين وبعد وفاته حدثت حملة رد فعل تشبه تلك التي حدثت بعد وفاة رضوان في حلب. وجاءت المبادرة من قبل مفرج بن الحسن الصوفي الذي كان شديد العداء للإسماعيليين وقائد شرطة المدينة بتحريض الحاكم «بوري» ابن طغتكين وخليفته على توجيه ضربة قاضية للإسماعيليين والغدر بهم. ففي يوم الأربعاء 4 ستمبر 1129م\523 هـ حدثت هذه الضربة. حيث اغتيل الوزير المزرجاني -باوامر من بوري- وهو جالس في مجلسه يستقبل الزوار وفصل راسه عن جسده ومان انتشر الخبر حتى قام عسكر المدينة ومعهم الرعاع على الحشاشين قتلا ونهبا حتى إذا حل الصباح ابيد الإسماعيليون بالمدينة ولم يعرف عدد الذين قتلوا بالضبط إلا أن أحد المؤرخين قدر العدد ب 20 الف قتيل.
وتحقق إسماعيل أن موقفه في بانياس أصبح بائسا فسلم القلعة للإفرنج مقابل إعطاءه واتباعه الملاذ الأمن ففر ومن معه في اراضيهم حيث توفي في عام 1130م.
وقد اتخذ المسؤلين عن هذه المجزرة الكثير من الاحتياطات لحماية انفسهم من انتقام الحشاشين فارتدوا شباك من الازرد واحاطوا انفسهم بالحراس على مدار الساعة. ولكن بدون جدوى، إذ لم تلبث أن جاءت الضربة من مركز الفرقة في ألموت. ففي 7 مايو 1131م\525 هـ تمكن اثنين من الحشاشين متنكرين بزي جنديين تركيين من الدخول لقصر بوري والانقضاض بشكل السريع على «بوري» وطعنه بالخناجر ليموت بوري متاثرا بجراحه.

### المرحلة الثالثة (1130م-1150م)/(524 هـ-545 هـ)

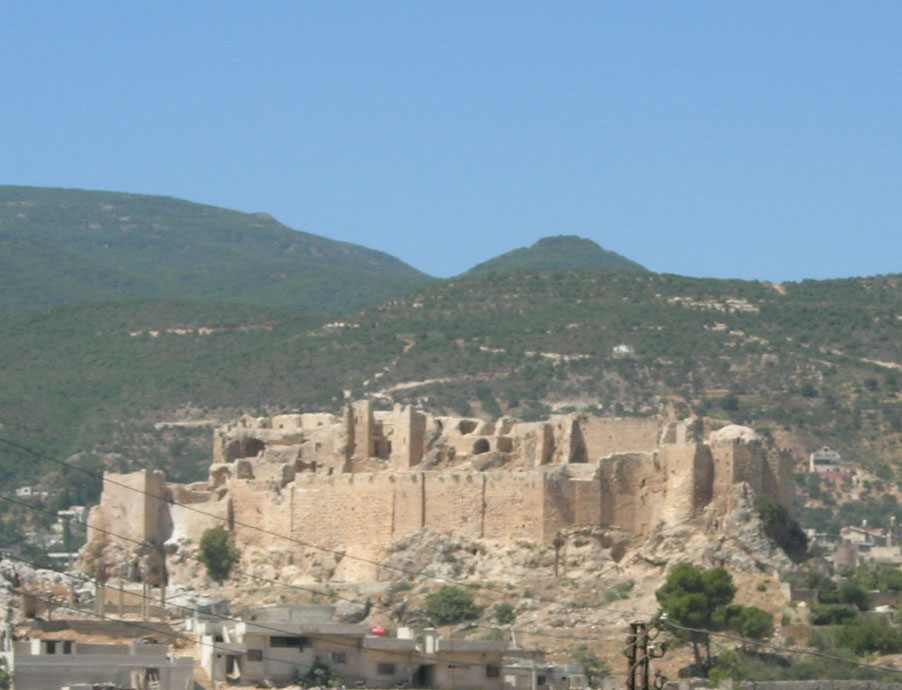
قلعة مصياف

خلال السنوات العشرين التالية حدثت المرحلة الثالثة والناجحة التي استطاع فيها الحشاشون الحصول على قواعد قلاعية لهم في سورية وكانت هذه المرة في جبل البهرة. ففي عام 1132م اشترى الحشاشون قلعة القدموس. وفي عام 1136م تمكن الحشاشون من طرد الإفرنج من الخريبة وسيطروا عليها. وفي عام 1140م تمكنوا من الاستيلاء على قلعة مصيف والتي ستصبح لاحقا أهم معاقلهم وتمكنوا بعدها من السيطرة على قلاع أخرى وهي الخوابي والرصافة والعليقة والمنيقة.
وتبقى علاقات الحشاشين خلال هذه الفترة غامضة بعض الشيء. غير أن من المعروف أن جماعة من الإسماعيليين النزاريين يقودهم شخص اسمه علي بن الوفا قد تعاونوا مع ريموند الانطاكي في حملته على أمير حلب نور الدين زنكي، الذي أثار عداوة الإسماعيليين بسياسته القمعية للشيعة. وقد فقد علي وريموند كلاهما حياتهما على أرض معركة أنب سنة 1149م.
وعقب ذلك بسنوات قليلة في عام 1152م\547 هـ أقدم الحشاشون على اغتيال الكونت ريموند الثاني من طرابلس والذي كان الضحية الإفرنجي الأول الذي يقضي على يد الحشاشين. وقد قام ملك القدس بالدوين الثالث برد هائج بذبح أعداد كبيرة من المسلمين وغزا فرسان الهيكل أراضي الحشاشين وأجبروهم بعد سلسلة من الهجمات على دفع أتاوة سنوية بلغت زهاء 2000 قطعة ذهبية.

### سنان شيخ الجبل

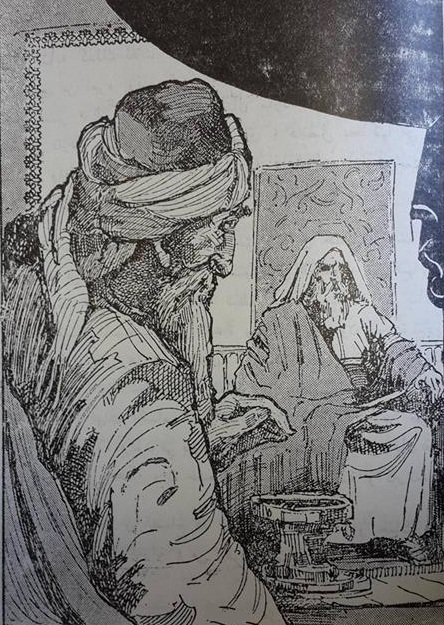
رسمٌ تخيُليّ لِشيخ الجبل راشد الدين سنان، زعيم الحشيشية.

في هذه الأثناء وصل أعظم رؤساء الحشاشين في سورية إلى القيادة. وهو سنان بن سلمان بن محمد المعروف برشيد الدين. وكان عراقيا مولدا في قرية بالقرب من البصرة وقد تمكن من الوصول لزعامة الفرقة عام 1162م. وكان أول ما اهتم به بعد وصوله للحكم هو دعم قوة فرقته فأعاد بناء قلعتي الرصافة والخوابي واستولى على قلعة العليقة.

### العداء مع صلاح الدين الايوبي
وقعت أول محاولة للحشاشين لاغتيال صلاح الدين في ديسمبر 1174م\568 هـ بينما كان يحاصر حلب. حيث تمكن بعض الحشاشين من التسلل إلى معسكر صلاح الدين وقتل الأمير أبو قبيس وتلا ذاك عراك قتل فيه عدد كبير من الناس ولكن صلاح الدين نفسه لم يصب بأذى.
وحدثت المحاولة الأخرى في 22 مايو 1176م\572 هـ عندما كان صلاح الدين يحاصر عزز حيث تمكن بعض الحشاشين المتنكرين بزي جنود جيش صلاح الدين من التسلل لمعسكره ومهاجمته. وتمكنوا من قتل العديد من الأمراء ولكن صلاح الدين نفسه لم يصب سوى بجروح بسيطة بفضل الدروع التي كان يرتيدها. وقد اتخذ صلاح الدين بعد هذه الأحداث احتياطات واسعة للحفاظ على حياته، فكان ينام في برج خشبي أقيم خصيصا له ولم يكن يسمح لأحد لا يعرفه شخصيا بالاقتراب منه.
يرجع بعض المؤرخين أسباب هذا العداء إلى تحريض كمشتكين حاكم مدينة حلب. كما أن قصة يرويها بعض المؤرخين. وطبقا لهذه القصة فقد قام عشرة آلاف فارس من «النبوية» -وهي طائفة دينية معادية للشيعة في العراق- بالإغارة في عام 1174م-1175م على مراكز الإسماعيلية في «الباب» و«البوزعة» حيث ذبحوا 13 الف إسماعيلي، وانتهز صلاح الدين فرصة ارتباك الإسماعيليين وأرسل جيشه عليهم يغزو سارمين ومعرة مصرين وقتل معظم سكانهما. وقد يكون قد قام بذلك أثناء مسيره شمالا باتجاه حلب.
وفي أغسطس 1176م تقدم صلاح الدين في أراضي الحشاشين تحدوه الرغبة في الانتقام وضرب حصار حول مصيف -كبرى قلاع الحشاشين- ولكنه لم يلبث أن فك الحصار وانصرف.
ويعزي مؤرخ صلاح الدين عماد الدين سبب الانسحاب إلى وساطة أمير حماة خال صلاح الدين الذي ناشده جيرانه الحشاشون التدخل لصالحهم. بينما يقدم مؤرخ آخر سببا أكثر اقناعا وهو هجوم الفرنجة على وادي البقاع وما ترتب على ذلك من حاجة ملحة لحضور صلاح الدين هناك. أما كمال الدين بن عديم فيذكر في تاريخه عن حلب. أن صلاح الدين هو الذي طلب وساطة أمير حماه وذلك لهلع أصابه من أساليب الحشاشين وخشية على حياته من الاغتيال.
ويُقال أن صلاح الدين قد بَعث ذات مرة برسالة تهديد إلى سنان فكان رد سنان كالتالي:

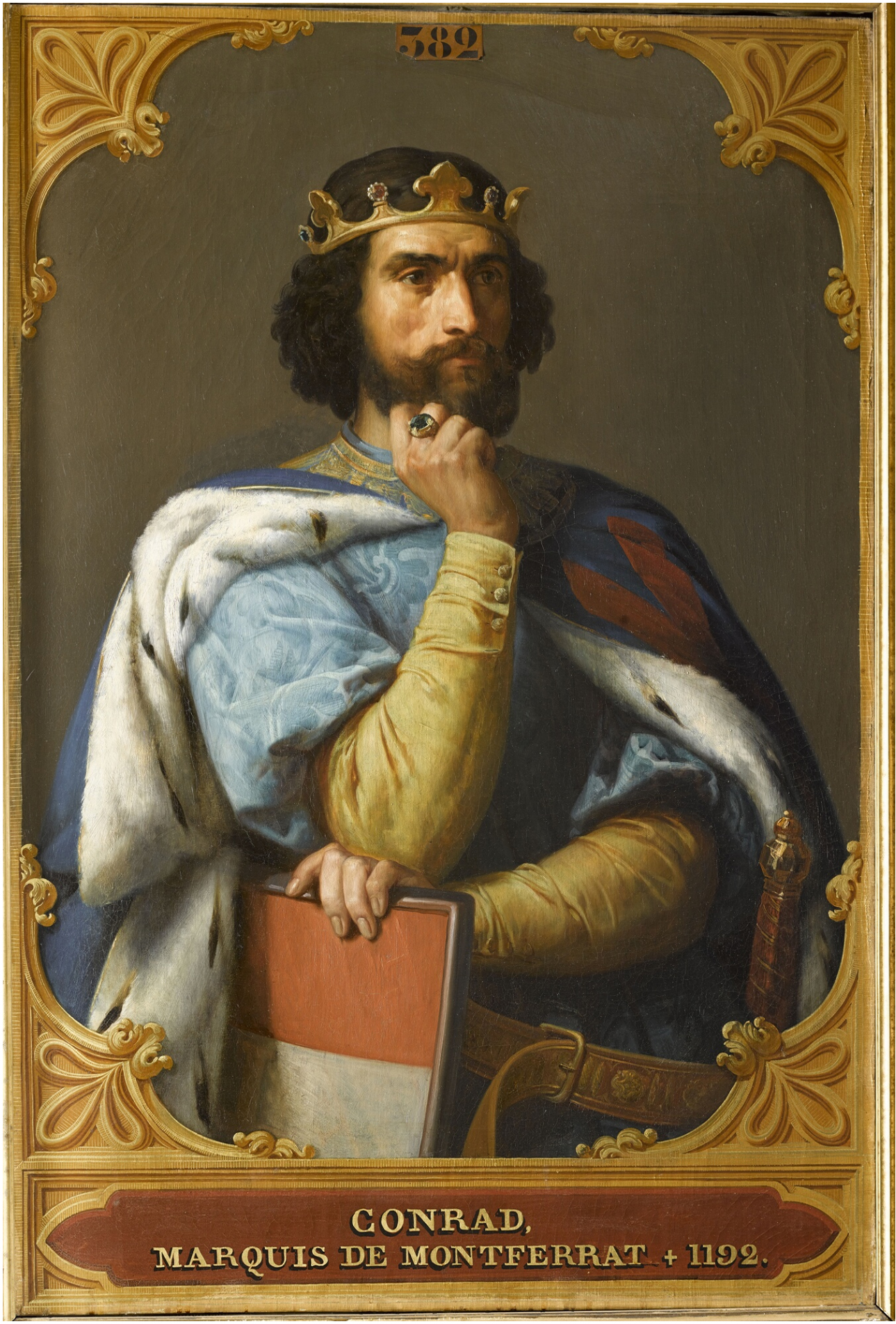
كونراد اوف مونتفيري ملك بيت المقدس ملك بيت المقدس الثالث عشر بريشة الرسام فرانسسكو إدوارد بيكوت 1843م

### اغتيال ملك بيت المقدس
في 28 أبريل 1192م\588 هـ تمكن الحشاشون من توجيه ضربتهم الكبرى باغتيال المركيز كونراد من مونفيراتو "Conrad of Montferrat" ملك بيت المقدس بينما كان في صور. حيث تخفى مغتالوه في زي رهبان مسيحيين وشقوا طريقهم إلى خلوة الأسقف والمركيز وعندما سنحت الفرصة طعنوه حتى الموت. ويذكر بعض المؤرخين تعاون صلاح الدين مع الحشاشين لتنفيذ الاغتيال. وتجدر الإشارة إلى ان بعد مرور اربعة أشهر من الاغتيال حصلت هدنة بين صلاح الدين والحشاشين.
هذا الاغتيال اخر منجزات سنان الذي توفي عام 1192م\588 هـ.[بحاجة لمصدر]

### ما بعد سنان
واصل خلفاء سنان علاقاتهم الطيبة مع خلفاء صلاح الدين من الايوبيين في سورية في الوقت الذي كانت علاقتهم متشنجة كثيرًا مع الصليبيين فقاموا باغتيال ريموند ابن بوهيموند الرابع في كنيسة في طرطوس عام 1213م\610 هـ الأمر الذي أثار غضب بوهيموندالذي سارع في القاء الحصار على قلعة الخوابي إلا أن حكام دمشق وحلب الايوبيين لم يتاخروا في نجدة الحشاشين واجبار الفرنجة على التراجع وفك الحصار.
وفي غضون ذلك تمكن الحشاشون بطريقة ما من تحصيل أتاوات «الجزية» من بعض الأمراء النصارى. ففي عام 1227م بعث فردريك الثاني قائد الحملة الصليبية السادسة (1228-1229) وملك القدس بسفارة إلى زعيم النزاريين (الحشاشين) وقد أحضر سفراء فردريك هدايا بلغت قيمتها 80000 دينار.
ولاقت محاولات فردريك الثاني مع الحشاشين معارضة فرسان الإسبتارية، الذين سارعوا إلى الهجوم على القلاع النزارية وتكبيد الحشاشين خسائر مادية فادحة. وفي حلول سنة 1228م أقام الطرفان «حلف تعاوني» يدفع بموجبه الحشاشين مبالغ مالية لفرسان الاسبتارية مقابل دفاع الاسبتاريين عن قلاع النزاريين من اعتداءات القوات الصليبية في انطاكية وطرابلس. وقد تطور الأمر إلى تعاون الطرفين (الحشاشين والاسبتاريين) في حملة شنوها من قلعة الحصن سنة 1230م ضد أمير انطاكية بوهيموند الرابع.
وكان هذا التعاون قد أثار غضب بوهيموند الخامس أمير انطاكية، فقام بكتابة إلى البابا غريغوري التاسع يشكو فيه تحالف الاسبتاريين مع الحشاشين. وفي رد البابا غريغوري على تلك الشكوى كتب إلى رئيس أساقفة صور وإلى اسقفي صيدا وبيروت:

## نهاية الطائفة
كان الحشاشون في سورية قد شاركوا غيرهم من المسلمين في التصدي للتهديد المغولي، وحاولوا كسب ثقة المماليك - الظاهر بيبرس بارسال السفارات والهدايا ولم يبد بيبرس في بداية الأمر عداء نحوهم. غير أن بيبرس لايمكن أن يتوقع منه التسامح ازاء استمرار وجود جيب مستقل في قلب سورية ففي عام 1265م أمر بجمع الضرائب والرسوم على الحشاشين ولم يكن باستطاعة الحشاشين الذين اضعفوا في سورية واثبطت عزيمتهم نتيجة مصير اخوانهم الفارسيين أن يبدوا مقاومة تذكر.
فأصبحوا هم يدفعون الجزية بدلا من اخذها من امراء الدول المجاورة وسرعان ماأصبح بيبرس هو الذي يعين رؤساء الحشاشين ويخلعهم بدلا من ألموت. ففي عام 1270 م استاء بيبرس من موقف رئيس الحشاشين المسن نجم الدين فخلعه وعين بدله سريم الدين مبارك، وكان الرئيس الجديد يحكم من منصبه كممثل لبيبرس واسثنيت مصيف من سلطته وجعلت تحت السيطرة المباشرة لبيبرس. ولكن سريم الدين استطاع أن يضم مصيف إلى املاكه فعزله بيبرس وجاء به سجينا إلى القاهرة حيث مات مسموما هناك.
واستولى عام 1271م\669 هـ على قلعتي «العليقة» و«الرصافة» وسقطت قلعة «الخوابي» في العام نفسه لتسقط بقيه القلاع عام 1273م\671 هـ لتنتهي بذلك دولة الحشاشين في بلاد الشام.

## مراجع ثقافية

الطائر ينظر إلى القدس من أعلى

## قائمة الزعماء
|   | الحاكم                         | الحكم     |
| - | ------------------------------ | --------- |
| 1 | حسن الصباح                     | 1094-1124 |
| 2 | بزرك آميد                      | 1124-1138 |
| 3 | محمد بن بزرك آميد              | 1138-1162 |
| 4 | الحسن علي بن حسن القاهر        | 1162-1166 |
| 5 | أعلى محمد بن الحسن علي         | 1166-1210 |
| 6 | جلال الدين حسن بن أعلى محمد    | 1210-1221 |
| 7 | علاء الدين محمد بن الحسن       | 1221-1255 |
| 8 | ركن الدين خورشاه بن علاء الدين | 1255-1256 |